# Pere Ros i Tort
Pere Ros i Tort (Martorell, Cataluña, 1848 - ibidem, 29 de diciembre de 1922), fue un maestro de obras, activo hasta los años 1914-1915.

## Biografía
Hijo de Salvador Ros y de Josefa Tort, nació en Martorell en 1848. Autor, entre otros edificios singulares, de los primitivos almacenes Domènech-Comajuncosa (1913), hoy desaparecidos.
Aparte de trabajar en Martorell también lo hizo en Olesa de Montserrat donde destaca las caballerizas de la Hotel Gori (situadas en la calle Anselm Clavé), o en Molins de Rey con la Casa Bofill (1905), edificio modernista que actualmente acoge la escuela municipal de música.